# Ubaldesco Baldi
Ubaldesco Baldi, född 13 juli 1944 i Serravalle, död 13 juni 1991, var en italiensk sportskytt.
Baldi blev olympisk bronsmedaljör i trap vid sommarspelen 1976 i Montréal.